# Argyrogrammana placibilis
Espèce
Argyrogrammana placibilis est une espèce de papillons de la famille des Riodinidae et du genre Argyrogrammana.

## Systématique
L'espèce Argyrogrammana placibilis a été initialement décrite en 1910 par l'entomologiste allemand Hans Stichel comme une sous-espèce d’Argyrogrammana occidentalis sous le taxon Argyrogrammana occidentalis placibilis. En 1996, Jason P. W. Hall et Keith R. Willmott (d) en font une espèce à part entière

## Description
Argyrogrammana placibilis est un papillon au dessus des ailes antérieures chez le mâle de couleur jaune orangé à lignes de damiers marron, plus nombreux vers l'extérieur et formant une double ligne submarginale avec une mince ligne bleu clair métallique entre elles, chez la femelle orange clair marqué de quelques points marron clair.
Dans les deux sexes le revers présente une ornementation semblable en plus pâle.

## Écologie et distribution
Argyrogrammana placibilis est présent en Guyane, au Brésil et au Pérou.

### Biotope
Il réside dans la forêt tropicale.